# サン・ベネデット・デイ・マルシ
サン・ベネデット・デイ・マルシ（イタリア語: San Benedetto dei Marsi）は、イタリア共和国アブルッツォ州ラクイラ県にある、人口約3,900人の基礎自治体（コムーネ）。

## 地理

### 位置・広がり

#### 隣接コムーネ
隣接するコムーネは以下の通り。
- アイエッリ
- チェラーノ
- チェルキオ
- コッラルメーレ
- ペシーナ
- トラサッコ